# Schwarzbach (Main)
Der Schwarzbach  ist ein knapp 32 km langer rechter Nebenfluss des Mains in Hessen, der im südlichen Taunus entspringt und bei Okriftel mündet, einem Stadtteil von Hattersheim am Main. Sein Oberlauf trägt den Abschnittsnamen Dattenbach, bis in Eppstein von rechts der Daisbach zufließt.

## Name
Der Bach war im Laufe der Geschichte unter verschiedenen Namen bekannt wie Kriftel, Cruofdero, Cruftele oder Kruftelam. Andere Namen waren bzw. sind Goldbach, Dattenbach, Kröftel und Okriftel. Historisch wichtig war er im Mittelalter als östliche Grenze des Königssondergaus zum Niddagau.  In römischer Zeit hatte die Kriftel die Civitas Taunensium (Wetterau und Vordertaunus) von der Civitas Mattiacorum (um Wiesbaden) getrennt.

## Geographie

### Verlauf
Dattenbach

Der Schwarzbach entspringt im Hohen Taunus unter dem Nebennamen Dattenbach zwischen Glashütten und Oberrod in der Nähe der Bundesstraße 8 und durchfließt zunächst die zu Idstein gehörenden Stadtteile Oberrod und Niederrod und durchmisst sodann in allgemeiner Südrichtung den Vortaunus. Unterhalb von Kröftel liegt die Hasenmühle am Bach. Diese soll dem Schinderhannes als Unterschlupf gedient haben. Grund war zum einen die abgelegene Lage und zum anderen die Tatsache, dass der Bach dort damals Grenze zwischen Kurmainz und Nassau war. Auf der anderen Seite des Baches lag die Fuchsmühle, die in den 1980er Jahren abbrannte. Zwischen Kröftel und Vockenhausen fließt der Bach durch das Naturschutzgebiet Dattenbachtal zwischen Kröftel und Vockenhausen. In Ehlhalten nimmt er den von links zufließenden Silberbach auf. 
Schwarzbach

Nach rund 16 km Fließstrecke vereinigt er sich südlich von Vockenhausen mit dem von rechts und Westen aus Richtung Niedernhausen kommenden, rund 15 km langen Daisbach. Hier legt er den Nebennamen ab, für die letzten 15,6 km bis zur Mündung gilt nur der Hauptname Schwarzbach. Der Name entstand, weil die anliegenden Gerbereien das Wasser des Baches schwarz färbten. Noch in Eppstein fließt ihm von links zunächst der kleine Wellbach und bald der Fischbach zu, der aus Richtung Fischbach kommt.
Der Schwarzbach fließt sodann im engen Lorsbachtal der Nassauer Schweiz durch Lorsbach und verlässt den südlichen Taunus bei Hofheim am Taunus, der Kreisstadt des Main-Taunus-Kreises, die er durchfließt. Anschließend passiert er die Gemeinde Kriftel, durchquert das Main-Taunusvorland und mündet schließlich bei Okriftel in den Main.

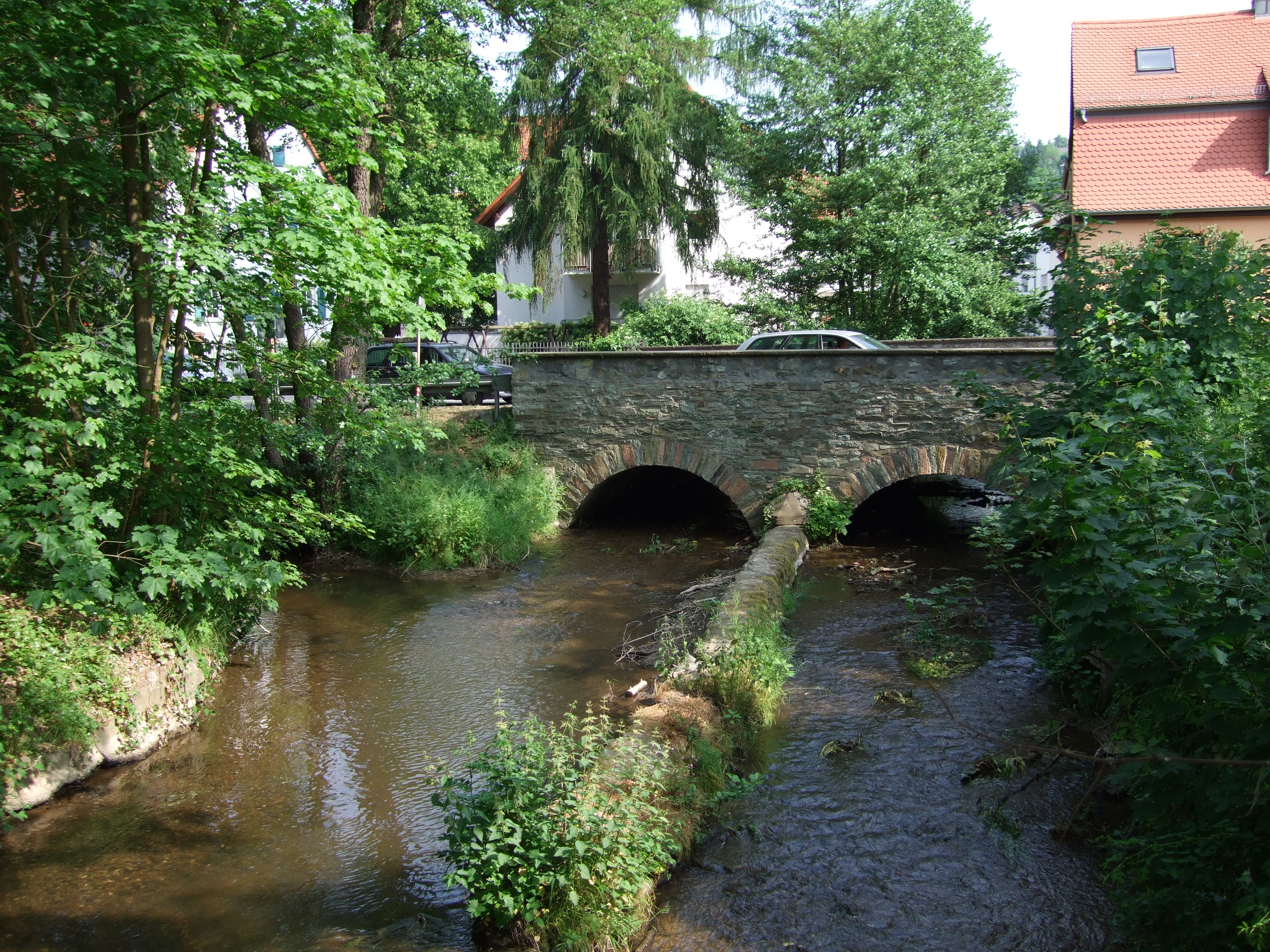
Zusammenfluss von Dais- und Dattenbach
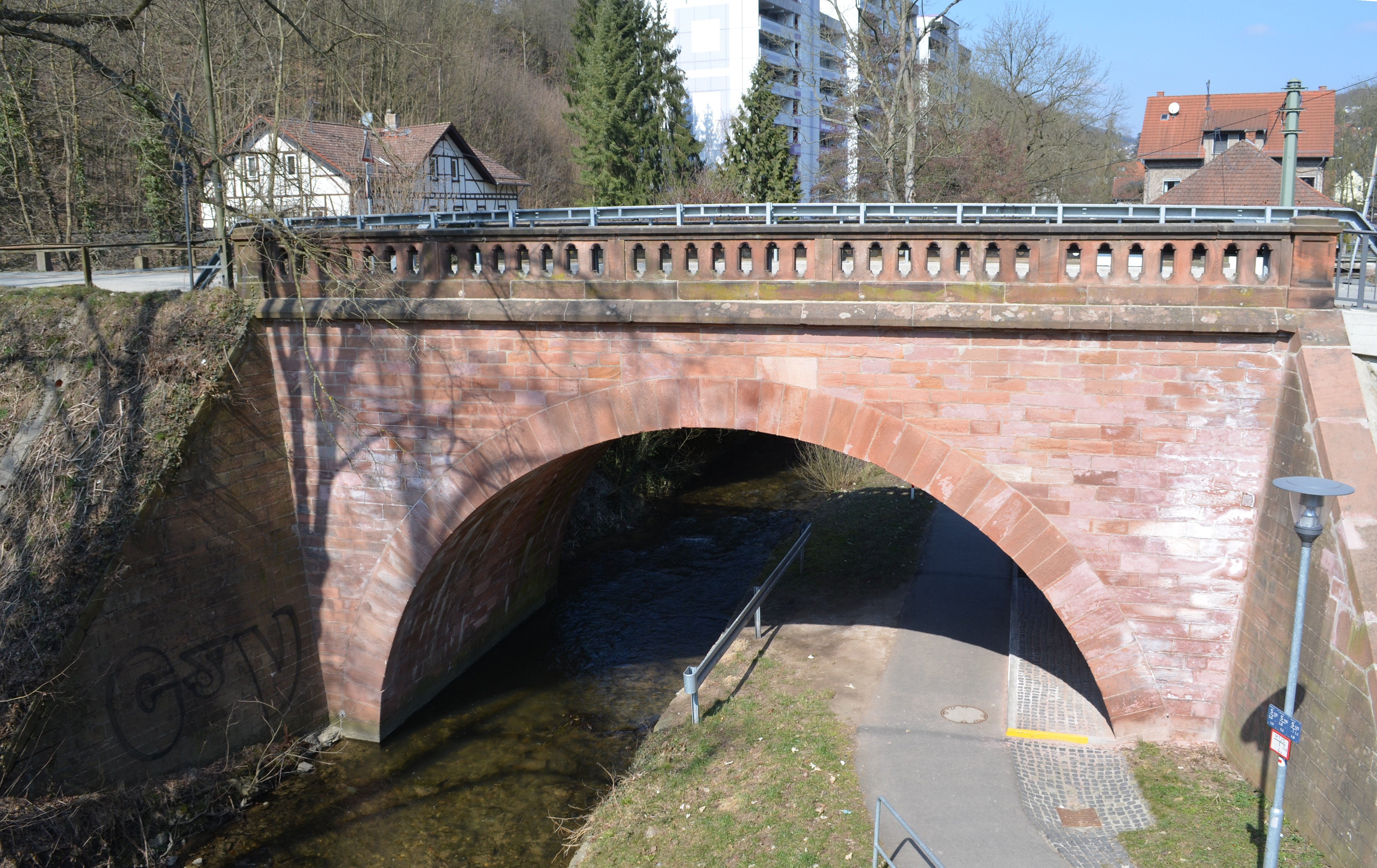
Schwarzbachbrücke in Eppstein im Taunus
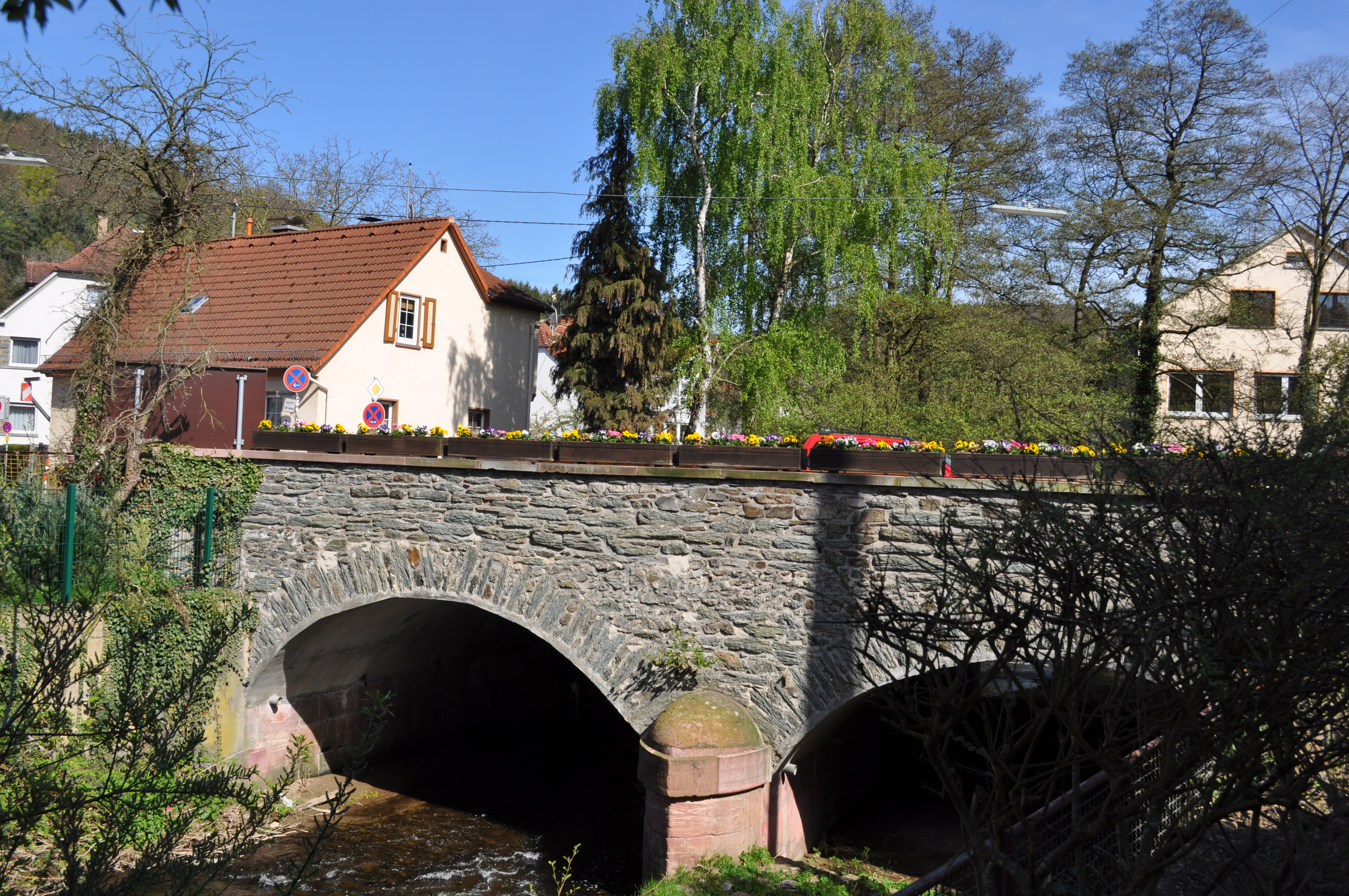
Schwarzbachbrücke in Lorsbach im Taunus
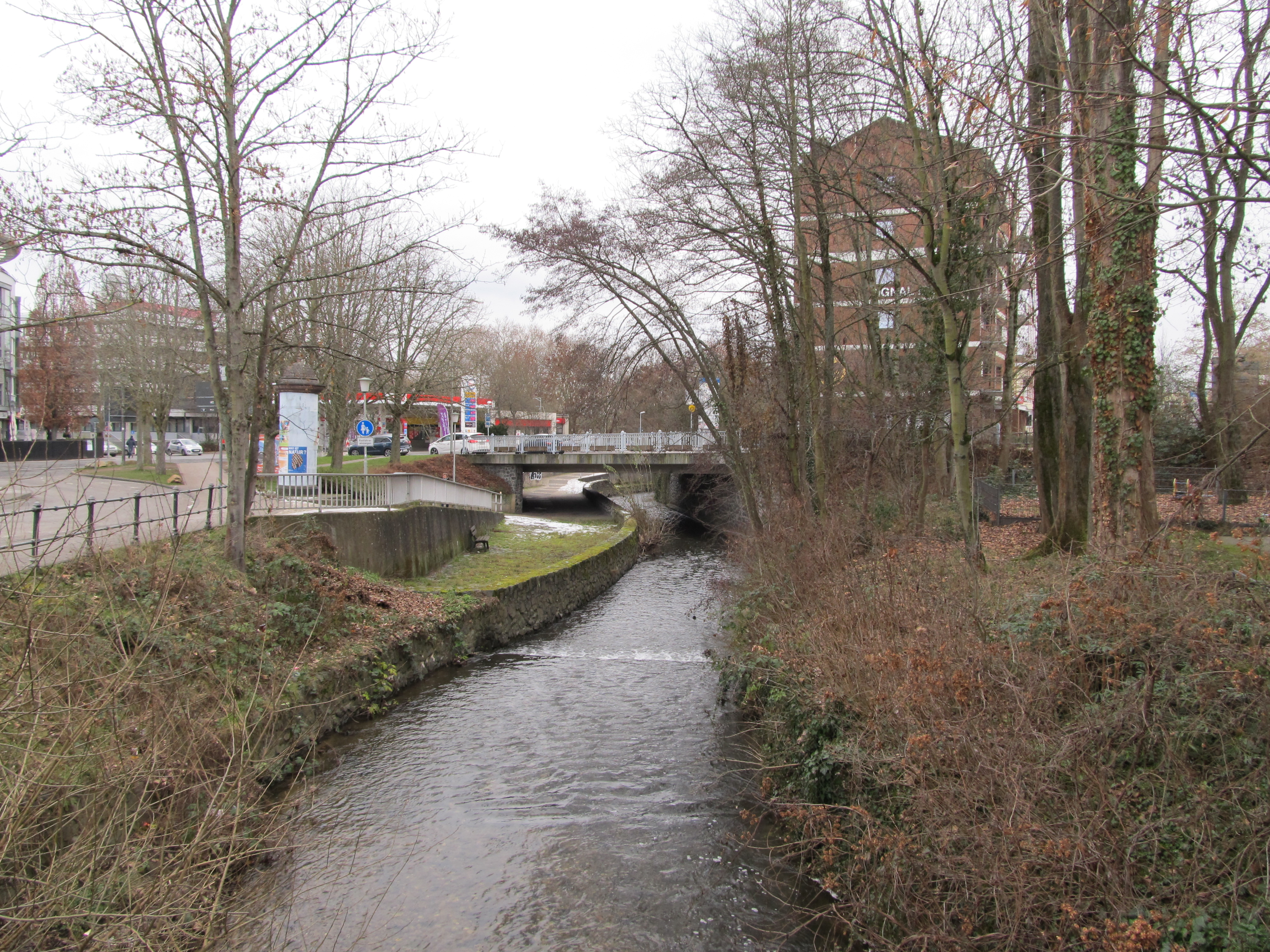
Schwarzbachbrücke in Hofheim am Taunus
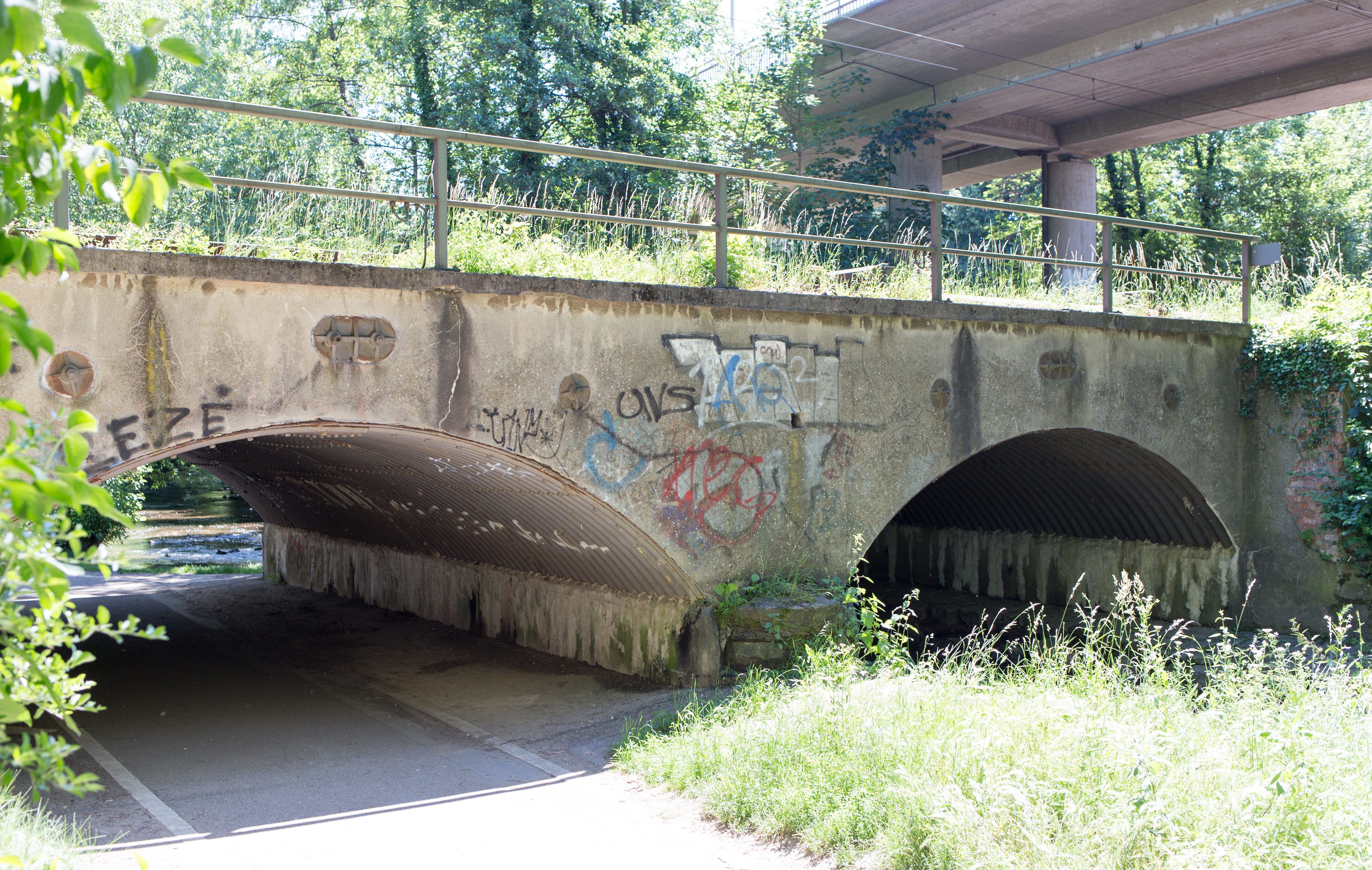
Schwarzbachbrücke in Hattersheim am Main

### Zuflüsse
Zu den Zuflüssen des Schwarzbaches gehören (flussabwärts betrachtet, Kilometerangaben von Mündung zur Quelle):
| Name       | GKZ      | Länge in km | Mündungshöhe m ü. NHN | Zuflussrichtung | Einmündung bei km (Koordinaten) | Mündungsort | Bemerkung                                      |
| ---------- | -------- | ----------- | --------------------- | --------------- | ------------------------------- | ----------- | ---------------------------------------------- |
| Silberbach | 24961600 | 7,1         | 180                   | links           | 19,858                          | Ehlhalten   | Linker Nebenfluss                              |
| Daisbach   | 24962000 | 14,8        | 189                   | rechts          | 15,6 (Koordinaten)              | Eppstein    | Rechter Nebenfluss                             |
| Dattenbach | 24960000 | 15,9        | 189                   | links           | 15,6 (Koordinaten)              | Eppstein    | Nebenname für den Quellfluss des Schwarzbaches |
| Wellbach   | 24963200 | 2,9         | 180                   | links           | 14,7 (Koordinaten)              | Eppstein    | Linker Nebenfluss                              |
| Fischbach  | 24964000 | 6,1         | 179                   | links           | 14,3 (Koordinaten)              | Eppstein    | Linker Nebenfluss, Längenangabe mit Krebsbach  |
| Heilbach   | 24965914 | 1,2         | 174                   | rechts          | 13,2 (Koordinaten)              | Eppstein    |                                                |

## Daten
- Der Schwarzbach ist ein grobmaterialreicher silikatischer Mittelgebirgsbach.[9]
- Er hat eine mittlere Abflussmenge (MQ) von 1112,4 l/s.

## Fauna
Im Juli 2009 wurden 15.000 Junglachse im Schwarzbach ausgesetzt. Die Behörden und die Umweltverbände hoffen, dass es einigen davon gelingt in einigen Jahren zurückzukehren und an dieser Stelle abzulaichen. Weiterhin kommen im Schwarzbach die folgenden Tierarten vor: Bachforelle, Äsche, Mühlkoppe, Bachschmerle und Steinkrebs. Zusätzlich am Unterlauf noch Regenbogenforelle, Aland, Döbel, Gründling, Hasel, Rotauge, Bitterling, Flussbarsch, Kaulbarsch, Zander, Marmorierte Grundel und Signalkrebs.

## Freizeit und Erholung
Am Schwarzbach entlang führt vom Freizeitpark Kriftel bis zur Mündung in den Main ein Planetenweg, der das Sonnensystem im Maßstab 1 : 1.000.000.000 darstellt.

## Alte Eisenbahnbrücke
Etwa 100 Meter nordöstlich des Bahnhofs Hattersheim (Main) wird der Schwarzbach von der Taunus-Eisenbahn (Frankfurt mit Wiesbaden) auf einer eher unscheinbaren zweibogigen Brücke aus Sandstein überquert. Die Brücke stammt aus der Ursprungszeit der Bahn von 1839 und ist damit – zusammen mit der Eisenbahnbrücke Nied – eine der ältesten noch in Betrieb befindlichen Eisenbahnbrücken in Deutschland. Sie beruht auf einem Entwurf von Paul Camille von Denis. Die Brücke wurde 1911 mit Beton saniert. Sie ist ein Kulturdenkmal aufgrund des Hessischen Denkmalschutzgesetzes.